# SeeIn青 -シーンAO-
『SeeIn青 -シーンAO-』（シーンあお）は、アリスソフトから2000年7月6日に発売された18禁アドベンチャーゲーム。2003年9月26日には、廉価版として再発売された。

## 概要
アリスソフトの作品の中では珍しく、ルート分岐やイベント数が比較的少ない。主人公の名前を変更することが可能な点も、同様に珍しい。また、システムメニュー内に存在する「陵辱イベントスイッチ」をOFFにしておけば、ヒロイン達が悲惨な目に遭うことを回避できるようになっている。
オープニングには、Macromedia Flashのように静止画像やスプライトを駆使したアニメーションが使用されている。また、オープニングとエンディングの両方にボーカル付きの曲が用意されており、アリスソフトの作品におけるオープニングアニメーションの先駆けとなった。

## ストーリー
海洋都市のモデルケースとして建造されたメガフロート「アンドルード」を舞台に、アンドルード海洋学園海洋学科に通う主人公の深海京夜が、ヒロイン達との恋を育んでいく。

## キャラクター
帆波 結衣（ほなみ ゆい）
メインヒロイン。京夜の1歳年下の従妹で「お兄ちゃん」と呼び慕う。
素直でしっかり者だがお節介なのが玉に瑕。
琴里（ことり）
京夜がとある研究所から救い出した少女。以来、京夜の家で生活することになる。
穏やかで無垢であり京夜に甘えるのが大好き。
如月 美夕（きさらぎ みゆう）
内気で引っ込み思案。京夜をとても慕っている。
科学者の両親が多忙を極めているため、家族の暖かみに人一倍憧れが強い。
如月 優美（きさらぎ ゆうみ）
美夕の双子の姉。妹とは対照的に明るく活発な性格。
京夜を「先輩」と呼び、陽気に接してくる。妹思い。
高坂 雪之（こうさか ゆきの）
京夜より1年年上の普通科の生徒。
天然で少しズレている。イルカが大好きなことがきっかけで、京夜と知り合う。
成瀬 涼（なるせ りょう）
京夜の前に突如現れる少女。謎が多く、本作のキーキャラクター。

## アダルトアニメ版
グリーンバニーから全2巻のDVDで発売された。
1. See In 青 Scene．1 如月優美 - 2001年7月25日発売
2. See In 青 Scene．2 帆波結衣 - 2001年10月25日発売